# مرکز هاکی المپیک ریو دو ژانیرو
مرکز هاکی المپیک ریودو ژانیرو (انگلیسی: Olympic Hockey Center) یک ورزشگاه مخصوص هاکی روی چمن و فوتبال پنج نفره در ریودو ژانیرو، برزیل است.
این ورزشگاه که قرار است در سال ۲۰۱۶ افتتاح شود دارای ۱۰٬۰۰۰ نفر ظرفیت می‌باشد.